# Duékoué
Duékoué – miasto w zachodniej części Wybrzeża Kości Słoniowej; w regionie Moyen-Cavally; według danych szacunkowych na rok 2010 liczy 72 444 mieszkańców.